# Promo Disk 2000
«Promo Disk 2000» (также известный как просто «Jitters») — дебютный мини-альбом белорусской рок-группы «Jitters», который вышел в 2000 году. Все две песни исполнены на английском языке.

## Приём критиков
О’К, обозреватель «Музыкальной газеты», в своей рецензии писал: «Вольная музыка, по всей плоскости музыка новых-новых романтиков, отболевших брит-попом и ищущих на его основе что-то другое, потому и нет столь привычного гитарного ритма, инструмент даже иногда уходит назад, но всё также гитарно и отсутствующе-мелодично».

## Список композиций
1. «Floating’ Light»
2. «Consumed»

## Участники
- Константин Карман — ведущий вокал, бас-гитара.
- Сергей Кондратенко — гитара.
- Евгений Вяль — ударные.

## Сноски
1. ↑  Jitters (Минск). realmusic.ru. Дата обращения: 18 ноября 2018. Архивировано из оригинала 19 мая 2005 года.
2. ↑  О’К. Jitters Jitters // Музыкальная газета : газета. — 2000. — № 24. Архивировано 6 марта 2016 года.